# Cerkiew Zaśnięcia Najświętszej Maryi Panny w Kleszczelach

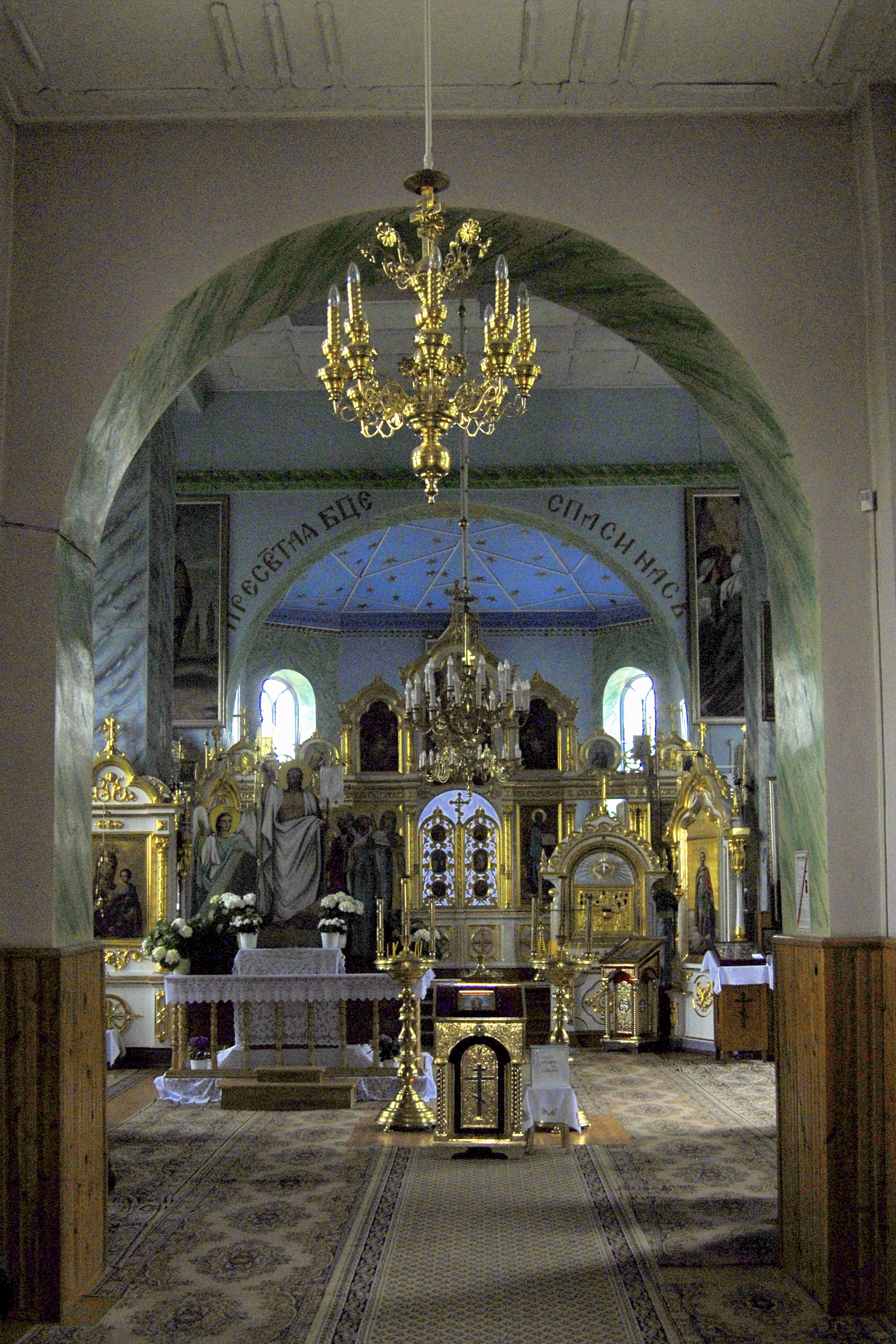
Wnętrze świątyni

Cerkiew Zaśnięcia Przenajświętszej Bogurodzicy – prawosławna cerkiew parafialna w Kleszczelach. Należy do dekanatu Kleszczele diecezji warszawsko-bielskiej Polskiego Autokefalicznego Kościoła Prawosławnego.
Świątynia mieści się przy ulicy 1 Maja, w centrum miejscowości.

## Historia
Cerkwie prawosławne w Kleszczelach funkcjonowały od początku istnienia miasta. W XVII w. zostały one siłą przekształcone w świątynie unickie. Od 1825 główną świątynią tego wyznania w Kleszczelach była cerkiew św. Mikołaja, istniała również filialna cerkiew św. Jerzego. W 1839 świątynie kleszczelowskie na mocy postanowień synodu połockiego stały się, podobnie jak wszystkie unickie cerkwie na Podlasiu, świątyniami prawosławnymi. Cerkiew parafialna zachowała swój status.
Ponieważ liczba prawosławnych mieszkańców Kleszczel poważnie wzrosła, cerkiew św. Mikołaja stała się zbyt mała, by nadal spełniać dotychczasowe funkcje. W latach 70. XIX w. wzniesiono w związku z tym nową świątynię pod wezwaniem Zaśnięcia Matki Bożej. Inwestycja została opłacona przez rosyjski skarb państwa, natomiast miejscowi parafianie zgromadzili kwotę 3299 rubli i 49 kopiejek na zakup wyposażenia. Cerkiew została zbudowana niedaleko starszej świątyni św. Mikołaja, na miejscu XVIII-wiecznego kościoła św. Zygmunta, który w 1866 został zamknięty na mocy dekretu gubernatora grodzieńskiego i wileńskiego Konstantina von Kaufmana. Materiału z rozebranego drewnianego kościoła użyto do budowy cerkwi, która w odróżnieniu od niego, jak i od starszych prawosławnych świątyń w Kleszczelach była obiektem murowanym. Konsekracja świątyni odbyła się 22 października 1877. Po tym wydarzeniu cerkiew Zaśnięcia Matki Bożej stała się świątynią parafialną, zaś cerkiew św. Mikołaja stała się jej filią.
Od momentu utworzenia eparchii grodzieńskiej kleszczelowska parafia znajdowała się w jej strukturach (wcześniej, od 1839, w eparchii wileńskiej i litewskiej). Na początku XX w. liczbę uczęszczających do świątyni szacowano na 3121 osób, które pochodziły zarówno z Kleszczel, jak i z ośmiu okolicznych miejscowości. W 1907 wizytacji kanonicznej w obiekcie dokonał biskup grodzieński i brzeski Michał. Osiem lat później, w sierpniu 1915, miejscowi prawosławni udali się na bieżeństwo.
W II Rzeczypospolitej cerkiew w Kleszczelach zachowała status parafii etatowej. Należała do diecezji grodzieńskiej Polskiego Autokefalicznego Kościoła Prawosławnego, a w 1939 krótko do diecezji warszawsko-chełmskiej. W latach 1931–1937 proboszczem miejscowej parafii był ks. Włodzimierz Kudriawcew, który cieszył się wielkim szacunkiem wiernych PAKP; wiele osób przybywało do Kleszczel z prośbami o jego modlitwy i porady duchowe.
W lipcu 1944 cerkiew została spalona podczas działań wojennych. Całkowitemu zniszczeniu uległ dach i większość wyposażenia wnętrza, uszkodzeniu uległ ikonostas. Szybko przystąpiono jednak do odnowienia obiektu, a zniszczone ikony zastąpiono wizerunkami ze zniszczonej cerkwi z Szereszowa. W 1966, pod wrażeniem Soboru Watykańskiego II, w kleszczelowskiej cerkwi oraz w miejscowym kościele św. Zygmunta odbyły się nabożeństwa ekumeniczne, co było sytuacją wyjątkową w regionie. W 2009 obiekt został gruntownie wyremontowany.
Wewnątrz znajduje się ikona św. Mikołaja, uważana za cudotwórczą, pochodząca ze zniszczonej podczas I wojny światowej cerkwi pod tym wezwaniem. Według lokalnej tradycji ustnej powstała ona jeszcze w XV w., jednak badania konserwatorskie i historyczne nakazują uznać ją za zabytek z I połowy XVI w.. Była ona konserwowana i częściowo przemalowana (jednak bez zmian w kompozycji zarówno całości, jak i poszczególnych scen) po konwersji kleszczelowskiej parafii na prawosławie w 1839. Wizerunek ukazuje św. Mikołaja frontalnie, całopostaciowo, w ceremonialnym stroju biskupim tradycji greckiej z czarnymi krzyżami na białym tle, z księgą i czerwoną chustą w dłoniach. W narożnikach ikony umieszczono postacie Ewangelistów, zaś wokół postaci biskupa najważniejsze momenty z jego życia, dobre czyny i cuda, wreszcie pogrzeb i przeniesienie relikwii.
Cerkiew została wpisana do rejestru zabytków 11 marca 1988 pod nr 695.